# Virginie Ambougou
Virginie Ambougou, född 1902, död 1992, var en gabonesisk politiker (Gabonese Democratic Bloc).
Hon var sitt lands första valda kvinnliga parlamentsledamot, tillsammans med Antoinette Tsono. 
Hon satt i parlamentet 1961-1964.